# Tituly a vyznamenání Akihita

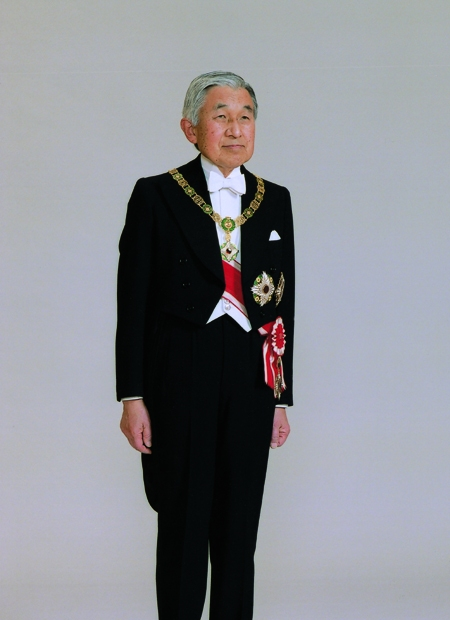
Akihito nesoucí insignie Řádu chryzantémy a Řádu květů paulovnie

Akihito, bývalý japonský císař, je držitelem řady titulů a vyznamenání, které získal před nástupem na Chryzantémový trůn, během své vlády nebo po své abdikaci. Během své vlády v letech 1989 až 2019 byl také velmistrem japonských řádů.

## Tituly
- 23. prosince 1933 – 10. listopadu 1952: Jeho císařská výsost Princ Tsugu
- 10. listopadu 1952 – 7. ledna 1952: 皇嗣殿下 Jeho císařská výsost korunní princ Japonska
- 7. ledna 1952 – 30. dubna 2019: Jeho výsost císař Japonska
- 1. května 2019 – dosud: 上皇陛下 Jeho výsost emeritní císař[1]

## Vyznamenání

### Japonská vyznamenání

#### Velmistr řádů 1989–2019
- Řád chryzantémy
- Řád květů paulovnie
- Řád vycházejícího slunce
- Řád posvátného pokladu
- Řád kultury
- Řád drahocenné koruny

#### Osobní japonská vyznamenání
- řetěz Řádu chryzantémy
- Řád posvátného pokladu I. třídy
- Zlatá medaile za zásluhy Japonského Červeného kříže
- Zlatá medaile čestného člena Japonského Červeného kříže

Erb Akihita jako rytíře Řádu zlatého rouna

Erb Akihita jako rytíře Podvazkového řádu

Erb Akigita jako rytíř Řádu Serafínů

### Zahraniční vyznamenání
- Afghánistán
  -  Řád nejvyššího slunce
- Argentina
  -  velkokříž s řetězem Řádu osvoboditele generála San Martína
- Bahrajn
  -  řetěz Řádu al-Chalífy
- Belgie
  -  velkokříž Řádu Leopolda
- Botswana
  -  Prezidentský řád
- Brazílie
  -  velkokříž s řetězem Řádu Jižního kříže
- Česko
  -  Řád Bílého lva I. třídy s řetězem
- Dánsko
  -  rytíř Řádu slona – 8. srpna 1953[2]
- Egypt
  -  řetěz Řádu Nilu
- Estonsko
  -  Řád kříže země Panny Marie I. třídy s řetězem – 22. května 2007[3]
- Etiopie
  -  řetěz Řádu Šalomouna
- Filipíny
  -  vrchní velitel Filipínské čestné legie – 3. prosince 2002
  -  Řád Sikatuna – 10. listopadu 1962[4]
  -  řetěz Řádu Lakandula – 3. června 2015[5]
- Finsko
  -  velkokříž s řetězem Řádu bílé růže – 1986[6]
- Francie
  -  velkokříž Řádu čestné legie
- Gambie
  -  velkodůstojník Řádu republiky
- Chile
  -  velkokříž s řetězem Řádu za zásluhy
- Indonésie
  -  Řád hvězdy Indonéské republiky I. třídy
- Island
  -  velkokříž s řetězem Řádu islandského sokola
- Itálie
  -  velkokříž Řádu zásluh o Italskou republiku – 9. března 1982[7]
  -  velkokříž s řetězem Řádu zásluh o Italskou republiku – 12. dubna 1998
- Jižní Afrika
  -  velkokříž Řádu dobré naděje – 4. července 1995[8]
- Jordánsko
  -  řetěz Řádu al-Husajna bin Alího
- Jugoslávie
  -  Řád jugoslávské hvězdy
- Kambodža
  -  velkokříž Královského řádu Kambodže
- Kamerun
  -  velkokříž Řádu za chrabrost
- Katar
  -  Řetěz nezávislosti
- Kazachstán
  -  Řád zlatého orla – 30. května 2008
- Keňa
  -  Řád zlatého srdce Keni
- Kolumbie
  -  velkokříž s řetězem Řádu Boyacá
- Kuvajt
  -  řetěz Řádu Mubáraka Velikého
- Libérie
  -  velkostuha Řádu africké hvězdy
  -  velkokříž Řádu liberijských průkopníků
- Litva
  -  velkokříž Řádu Vitolda Velikého se zlatým řetězem – 22. května 2007[9]
- Lotyšsko
  -  velkokříž s řetězem Řádu tří hvězd – 23. května 2007 – udělila prezidentka Vaira Vīķe-Freiberga[10]
- Lucembursko
  -  rytíř Nasavského domácího řádu zlatého lva
- Maďarsko
  -  velkokříž s řetězem Záslužného řádu Maďarské republiky
- Malajsie
  -  čestný nositel Řádu říšské koruny – 2012[11]
- Maroko
  - řetěz Řádu Muhammada
- Malawi
  -  velkokomtur Řádu lva
- Mali
  -  velkokříž Národního řádu Mali
- Mexiko
  -  řetěz Řádu aztéckého orla
- Německo
  -  velkokříž speciální třídy Záslužného řádu Spolkové republiky Německo
- Nepál
  -  člen Řádu Ojaswi Rajanya – 19. dubna 1960[12]
  -  Korunovační medaile krále Biréndry – 24. února 1975
- Nigérie
  -  velkodůstojník Řádu federativní republiky
- Nizozemsko
  -  velkokříž Řádu nizozemského lva
- Norsko
  -  velkokříž Řádu svatého Olafa – 1953
  -  velkokříž s řetězem Řádu svatého Olafa – 26. března 2001
- Omán
  -  speciální třída Řádu Ománu
- Pákistán
  -  Řád Pákistánu I. třídy
- Panama
  -  řetěz Řádu Manuela Amadora Guerrera
- Peru
  -  velkokříž s diamanty Řádu peruánského slunce
- Pobřeží slonoviny
  -  velkokříž Národního řádu Pobřeží slonoviny
- Polsko
  -  rytíř Řádu bílé orlice – 3. července 2002 – udělil prezident Aleksander Kwaśniewski za vynikající služby pro rozvoj spolupráce mezi Polskem a Japonskem[13]
- Portugalsko
  -  velkokříž s řetězem Řádu svatého Jakuba od meče – 2. prosince 1993[14]
  -  velkokříž s řetězem Řádu prince Jindřicha – 12. května 1998[14]
- Rakousko
  -  velkohvězda Čestného odznaku Za zásluhy o Rakouskou republiku – 1999[15]
- Řecko
  -  velkokříž Řádu Spasitele
- Saúdská Arábie
  - řetěz Řádu Badru
- Senegal
  -  řetěz Národního řádu lva
- Spojené arabské emiráty
  -  řetěz Řádu federace

- Spojené království
  -  rytíř Podvazkového řádu – 26. května 1998[16]
  -  čestný rytíř velkokříže Královského Viktoriina řádu – 7. května 1975[16]
  -  Korunovační medaile Alžběty II. – 2. června 1953
- Španělsko
  -  rytíř Řádu zlatého rouna – 28. února 1985 – udělil španělský král Juan Carlos I.[17]
  -  velkokříž Řádu Karla III. – 20. ledna 1972 – udělil Francisco Franco[18]
  -  velkokříž s řetězem Řádu Karla III. – 23. října 1981[19]
- Švédsko
  -  rytíř Řádu Serafínů – 30. září 1952
- Thajsko
  -  rytíř Řádu Rajamitrabhorn – 21. září 1991[20]
  -  rytíř Řádu Mahá Čakrí – 27. května 1963[21]
  -  Pamětní medaile 60. výročí nástupu na trůn krále Pchúmipchona Adunjadéta
- Ukrajina
  -  Řád knížete Jaroslava Moudrého I. třídy – 12. ledna 2011 – udělil prezident Viktor Janukovyč za mimořádný osobní přínos k posílení ukrajinsko-japonských bilaterálních vztahů[22]
- Zair
  -  velkokříž Národního řádu levharta